# Violette toerako
De violette toerako (Tauraco violaceus, synoniem: Musophaga violacea), ook wel violette schildtoerako genoemd, is een vogel uit de familie toerako's (Musophagidae). De vogel komt voor in Afrika.

## Kenmerken
De vogel is ongeveer 50 cm lang en weegt gemiddeld 360 gram. Het is een onmiskenbare vogel, merendeels glanzend violetkleurig waarbij afhankelijk van de lichtval de vogel heel donker of tegen groen aan kan lijken. In zit is het rood op de vleugels nauwelijks te zien, maar als de vogel opvliegt, contrasteren karmijnrode vleugelveren met het donkerblauw van de vleugeldekveren. Verder heeft deze toerako een grote, dikke rode snavel, voor op de kruin geel en daarachter weer rood, met ook rond het oog een rode ring. De iris is donkerbruin.

## Verspreiding en leefgebied
Deze soort komt voor van Senegal en Gambia tot Tsjaad en de Centraal-Afrikaanse Republiek.
Het leefgebied bestaat uit ontwikkeld bos met een struiklaag, vaak bosranden langs rivieren in verder droog savannegebied, soms ook in parken en tuinen mits daarin hoge bomen aanwezig zijn. De vogel komt voor in laag- en heuvelland tot 1000 m boven zeeniveau. De vogel leeft van bessen en groter fruit, met een voorkeur voor vijgen.

## Status
De grootte van de populatie is niet gekwantificeerd. De vogel is vrij algemeen, plaatselijk zelfs zeer algemeen. Men veronderstelt dat de soort in aantal stabiel is. Om deze redenen staat de violette toerako als niet bedreigd op de Rode Lijst van de IUCN.